# Operace Bojinka

Ramzi Jusef

Operace Bojinka (též projekt Bojinka, arabsky: بجنكة; Tagalog: Oplan Bojinka) byl plánovaný, leč neuskutečněný rozsáhlý útok islámských radikálů Ramzi Jusefa a Chálida Šajcha Muhammada, jehož cílem bylo vyhodit do povětří 12 dopravních letounů směřujících do Asie a Spojených států a cca 4000 pasažérů v nich cestujících. Plán této operace byl náhodně objeven v počítači při policejní prohlídce bytu na Filipínách. Útok plánovala tříčlenná skupina. Bojinka mimo jiné odkazuje na plánovanou kombinaci útoků Jusefa a Mohameda, které se měly odehrát právě v lednu 1995 a jeho součástí byl i záměr zabít papeže Jana Pavla II, který měl Filipíny navštívit. Dodatečnými cíli útoku pomocí dopravních letadel bylo ústředí CIA ve Virginii, Fairfax county, budova Pentagonu a budovy Světového obchodního centra, což zavdává předpoklad, že Chálid Šajch Muhammad tento plán přetavil v teroristické útoky 11. září 2001.
Přes pečlivé plánování a schopnosti Ramzi Jusefa překazila policie plán Bojinka šest dnů před uskutečněním, a to poté, co chemický požár v Manile z 6. a 7. ledna 1995 přitáhl pozornost filipínské národní policie. Jusef odjistil testovací bomby v nákupním areálu a divadle, kde zranil mnoho lidí a jeden člověk přišel o život – cestující sedící vedle nitroglycerinové bomby v letu č. 434 Filipínských aerolinek – tato exploze měla potenciál způsobit takové poškození, aby zničila celé letadlo. Z dvanácti cílů jich bylo sedm vybráno v Asii (Filipíny, Japonsko, Tchaj-wan, Hongkong, Singapur, Jižní Korea) a pět v USA. Mezi americkými cíli figuroval Bílý dům, Sears Tower, Transamerican Tower, Pentagon a Světové obchodní středisko. Materiály (nebo jejich kopie – ve fyzické či elektronické formě z počítače Ramzi Jusefa) byly předány i americkým agenturám. Tyto skutečnosti, zejména rok odhalení, použití letadel a zamýšlené cíle naznačují, že tajné služby USA podcenily či ignorovaly hrozby scénáře pozdějšího teroristického útoku z 11. září 2001.[zdroj?]
Peníze teroristům pro uskutečnění plánu Bojinka měly původ od Riduana Isamuddina z indonéské Jemaah Islamiyah a Usámy bin Ládina z Al-Káidy.[zdroj?]